# Tizi n'Tichka
Tizi n'Tichka (Passo n'Tichkaou; em francês: Col du Tichka; em tachelhit: Tⵜⵉⵣⵉ ⵏ ⵜⵉⵛⴽⴰ; literalmente: "portela das pastagens") é um passo de montanha na cordilheira do Alto Atlas, em Marrocos, que se situa a 2 260 m de altitude, sensivelmente a meio caminho na estrada N9 que liga Marraquexe a Ouarzazate através do Alto Atlas.
O troço da estrada que passa no Tizi n'Tichka é considerada uma das mais pitorescas de Marrocos, pelas vistas deslumbrantes sobre as montanhas mais altas do Alto Atlas. Ao longo da estrada ou perto dela existem várias aldeias tradicionais com casas de pedra ou de terra batida, rodeadas de socalcos e de nogueiras, em que os habitantes se dedicam à agricultura, cultivando trigo, cevada em milho, à hotelaria e à venda de lembranças a quem passa. Entre os produtos mais vendidos encontram-se cerâmica, loiça, artesanato em pedra e fósseis, mas sobretudo rochas e minerais, como ametistas , ónix e outros tipos de quartzo, muitas vezes pintados, ágata, manganês, lápis-lazúli, pirites de cobre, etc. A região é rica em muitos desses materiais, mas muitos dos que são vendidos, não são extraídos localmente.
As aldeias mais próximas do passo são Ighrem N'ougdal e Aguelmouss a sul e Taddert (ou Taddart) a norte. Télouet, a capital histórica do berberes Glaoua, famosa pelo seu grande casbá construído por Thami El Glaoui, o paxá de Marraquexe durante a primeira  metade do século XX, situa-se a menos de 20 km a leste de Tizi n'Tichka.